# Kurt Maaß
Kurt Maaß (* 22. September 1927; † 7. Juni 2024 in Seehausen (Altmark)) war ein deutscher Pädagoge und Autor.

## Leben
Maaß arbeitete langjährig als Lehrer für Biologie am Seehäuser Gymnasium. Er wirkte als Lehrer an der Winckelmann-Oberschule Seehausen.
Maaß galt als einer der erfahrensten Kenner der Natur in der Altmark und als Spezialist für die Wische, den Arendsee und die Elbtalaue. Er war auch Kreisnaturschutzbeauftragter für den Kreis Seehausen, zudem Leiter des ornithologischen Arbeitskreises „Altmark“. Maaß war maßgeblich an der Entwicklung des Naturschutzes in der Altmark und darüber hinaus im ehemaligen Bezirk Magdeburg beteiligt. 
Sein 2001 veröffentlichtes Buch über seine Heimatstadt Seehausen in der Altmark gilt bis heute als Standardwerk zur Geschichte der Hansestadt.

## Funktionen (Auswahl)
- Vorsitzender des Naturschutzbeirates im Landkreis Stendal

## Auszeichnungen (Auswahl)
- 1993: Bundesverdienstkreuz[4]
- Ehrenbürger der Stadt Seehausen[5]

## Veröffentlichungen
- Das Heimatmuseum in Arendsee. Der Altmarkbote 4 (1959).
- Erfahrungen aus der Tätigkeit einer Schülerarbeitsgruppe in der wissenschaftlich-praktischen Arbeit der Klassen 11 und 12 auf dem Gebiet der sozialistische Landeskultur, pädagogische Lesung, Seehausen 1976.
- Seehausen in alten Ansichten. Band 1. Europese Bibliotheek, Zaltbommel 1994.
- Seehausen in alten Ansichten. Band 2. Europese Bibliotheek, Zaltbommel 1995, ISBN 90-288-6116-5
- Chronik Seehausen. Stadt Seehausen (Altmark), Seehausen (Altmark) 2001, ISBN 3000075828